# دانیل واروژان
دانیل واروژان (ارمنی: Դանիէլ Վարուժան زاده ۲۰ آوریل ۱۸۸۴؛ - کشته‌شده ۲۶ اوت ۱۹۱۵) شاعر بنام ارمنی که در نسل‌کشی ارمنی‌ها توسط دولت عثمانی در سال ۱۹۱۵ (میلادی) به قتل رسید.

## زندگی

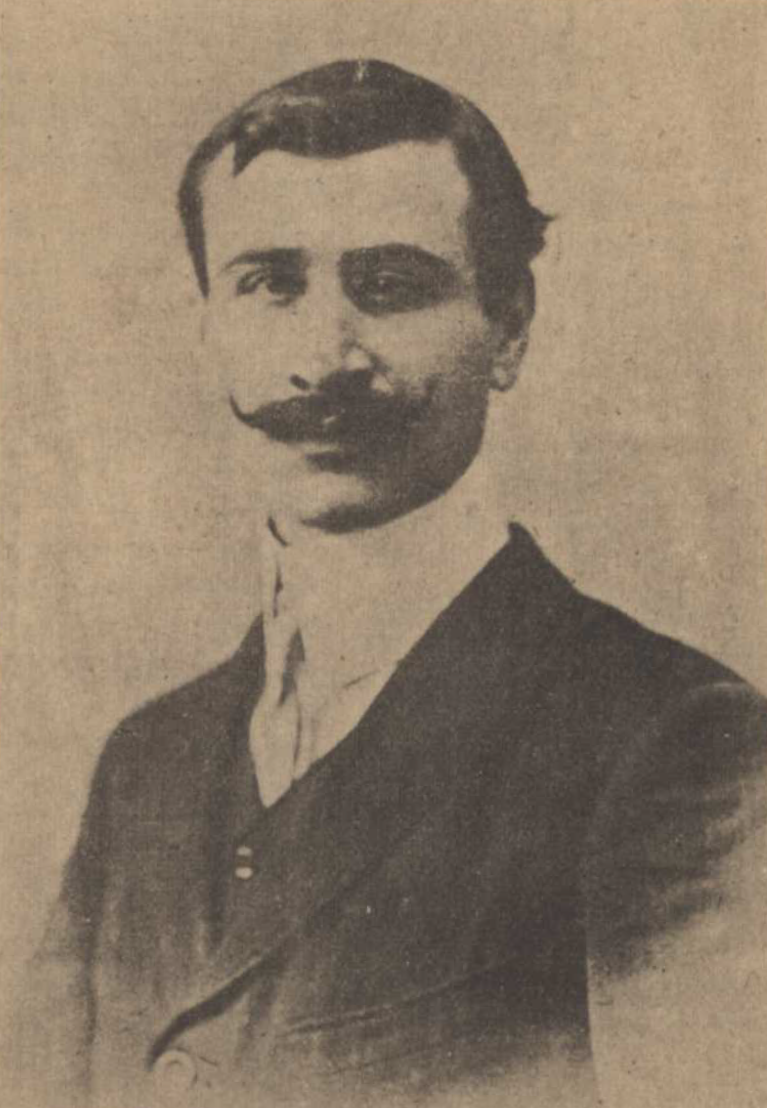
دانیل واروژان

دانیل چپوگکیاریان، متخلص به دانیل واروژان، در سال ۱۸۸۴ میلادی در روستای «برگنیک» از توابع سباستیا، متولد شد. هنگام قتل‌عام ارمنیان در سال ۱۸۹۶ میلادی با مادرش به شهر استانبول نقل مکان کرد و پس از اتمام تحصیلات خود در سال ۱۹۰۲م به شهر ونیز رفت و در کالج موراد-رافائلیان واقع در صومعه ارمنی جزیره سن لازار پذیرفته شد. توسط استادان زبان این آموزشگاه با تاریخ ادبیات کلاسیک ایتالیا و آثار دانته آلیگیری آشنا شد و همین آشنائی در آینده ادبی وی تأثیر ژرفی برجا نهاد.
واروژان در سال ۱۹۰۵ میلادی به کشور بلژیک رفت و در رشته علوم سیاسی و اجتماعی دانشگاه شهر خنت به تحصیل پرداخت و اقدام به تحقیق در رشته‌های ادبیات، فلسفه، تاریخ و اقتصاد کرد. در سال ۱۹۰۹ میلادی از دانشگاه خنت فارغ‌التحصیل شد و از طریق ونیز به استانبول بازگشت و دو اثر «آوازهای بتکده» و «خاطرات ونیز-آتن»، را منتشر ساخت.
واروژان به استانبول نقل مکان می‌کند و به کمک چند تن از نویسندگان و روشنفکران ارمنی استانبول، انجمن نویسندگان ارمنی استانبول را بنیان نهاد. در سال ۱۹۱۳ میلادی «سالنامه ناواسارت» را منتشر کرد و جلسات گفت و شنود ادبی برپا نمود که نقش مهمی در ترقی جامعه ادبی اوائل سده بیستم در ارمنستان غربی داشت.
نخستین مجموعه شعر واروژان با عنوان «هراس‌ها» در سال ۱۹۰۶ میلادی منتشر شد. در همین سال دومین مجموعه شعر وی با نام «قلب ملت» به چاپ رسید؛ و در سال ۱۹۱۴ میلادی «آواز نان» را انتشار داد.

## افکار و سبک شعری دانیل واروژان

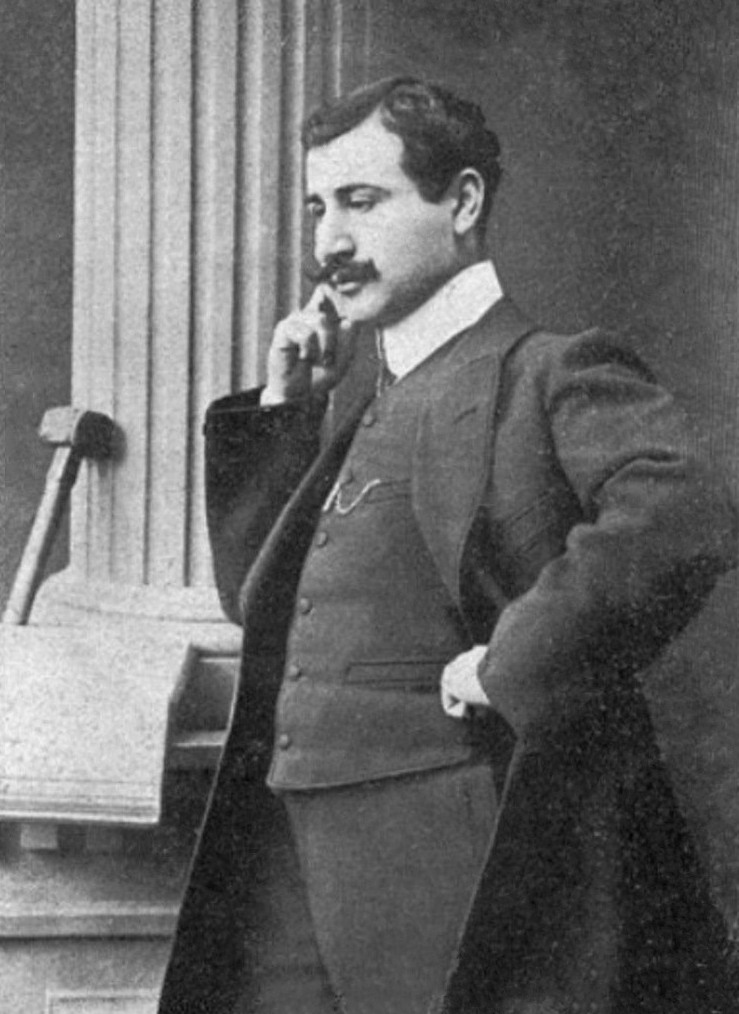

واروژان در شعرهایش به موازات دفاع از حق حیات مستقل و آزاد ارمنیان ارمنستان غربی و کوبیدن بی‌امان جنایتکاران و جلادان که زندگی را از انسان‌های بی گناه دریغ می‌ورزند. به دفاع از حقوق انسان‌های زحمتکش و رنجدیده که دسترنج و حاصل عرق جبینشان به غارت می‌رود، برخاست و با زبانی اگر چه پیچیده و دشوار اما غنی و صیقل دیده و با تصویری زنده و ملموس زندگی سراسر رنج و درد و تلاش و محرومیت آنان را تصویر کرد.
در شعر واروژان نیز مانند شعر سیامانتو، نسل‌کشی ارمنی‌ها تأثیر ژرف و تعیین‌کننده‌ای بر جا نهاده‌است و شاعر دربدری و تبعید دفاع و مبارزه و فروپاشیدن خون هم میهنانش را با تمام دردناکی و شکوهش سروده‌است.
واروژان از اساطیر ارمنی و یونان باستان برای سرودن حماسه ملی، تاریخی به طرز استادانه و شاعرانه‌ای سود جسته‌است.
واروژان به مانند سیامانتو قربانی نسل‌کشی شد و پس از شکنجه و آزار بسیار به قتل رسید.

## شعری از دانیل واروژان به نام (گل‌ها)
| ای گل‌ها، گل‌های لطیف                                          |  | از کدام گلدان مقدس افتاده‌اید اینگونه؟ |
| ستارگانی هستید، فرود آمده از دشت‌های آبی رنگ                  |  | و افسون شده با آوازهای بلبلان         |
| دیروز من به چشم خود دیدم، محبوب همسایه‌ام از شما دسته‌ای بربست |  | و بر روی سینه اش بنهاد                |
| اینک شما در زیر نگاه‌های او زندگی می‌کنید                      |  | و از چشمانش قلب و رازهایش را می‌نوشید  |
| اینک برای شما پیامی دارم من                                  |  | چشمانتان، بگذار در سینه اش            |
| ژرفا ژرف غرقه شوند                                           |  | تا آنکه به من خبر آورند در قلبش       |
| کنار واژه عشق                                                |  | نام که بنگاشته است.                   |

## مطالعه بیشتر
- Balakian, Grigoris (2010). Armenian Golgotha: A Memoir of the Armenian Genocide, 1915–1918. New York: Vintage Books. p. 115. ISBN 978-1-4000-9677-0.
- Aberbach, David (2012). The European Jews, Patriotism and the Liberal State 1789–1939: A Study of Literature and Social Psychology. Routledge. p. 194. ISBN 978-1-136-15895-7.
- Dadrian, Vahakn N.; Akçam, Taner (2011). Judgment at Istanbul the Armenian genocide trials. New York: Berghahn Books. p. 123. ISBN 978-0-85745-286-3.
- "Maggie Blank, "Pirkinik, Perkinik, Perkenik, Perknig, Perknik, Prknik"". Archived from the original on 12 December 2019.
- "Daniel Varujan" (به فرانسوی). Bibliomonde. Archived from the original on 3 March 2016.
- "Daniel Varoujan (1884-1915)" (به فرانسوی). NetArmenie.com. Archived from the original on 4 Jan 2013.
- "Daniel Varoujan". Archived from the original on 3 January 2020.
- https://bigenc.ru/literature/text/1900899